# Most tří zemí

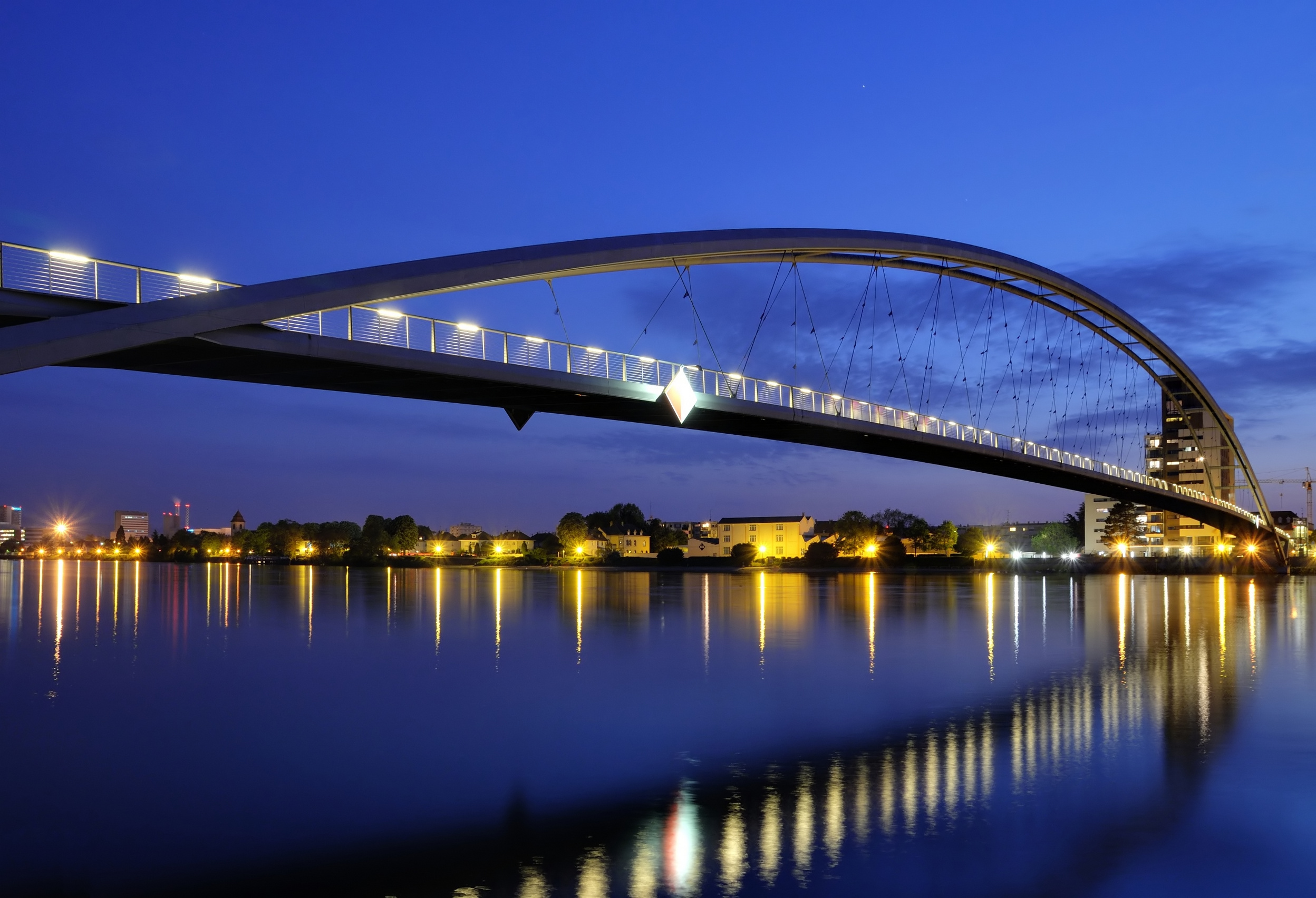
Most tří zemí přes řeku Rýn na francouzsko-německo-švýcarském pomezí. Otevřen byl v roce 2007. Má nejdelší obloukovou konstrukci pro pěší lávku na světě.

Most tří zemí (francouzsky Passerelle des Trois Pays, německy Dreiländerbrücke) je most na řece Rýnu, který spojuje německé město Weil am Rhein a francouzské město Huningue. Most byl otevřen jako lávka pro pěší a cyklisty v roce 2007 podle plánů architekta Dietmara Feichtingera. Jeho název je odvozen od skutečnosti, že se nachází na francouzsko-německo-švýcarském pomezí. Se svým rozpětím oblouku o délce 229 metrů má nejdelší obloukovou konstrukci pro pěší lávku na světě.

## Historie
První přechod přes řeku byl v těchto místech vybudován pro pevnost Hüningen a v roce 1797 byl zničen francouzskými vojsky. Druhý most byl zničen 20. října 1944 americkými zápalnými bombami. V roce 2001 byla vypsána architektonická soutěž, ve které o rok později zvítězil Dietmar Feichtinger.
Stavební práce začaly 10. dubna 2006. Od 31. prosince téhož roku probíhaly zkoušky, most byl zprovozněn 30. března 2007 a slavnostní otevření proběhlo 30. června a 1. července. Náklady na vybudování ve výši 9 miliónů € byly uhrazeny z příspěvků Evropské unie, spolkové země Bádensko-Württembersko, departementu Haut-Rhin a obou měst.

## Architektura
Autorem mostu je rakouský architekt Dietmar Feichtinger žijící v Paříži. Ocelový most má jeden hlavní oblouk o rozpětí 229,4 m. Celková délka mostu bez přístupových ramp činí 248 m, mostní svršek s jízdní dráhou a trasou pro pěší je široký 12 m, nejvyšší bod mostu se nachází ve výšce 26 m nad vodou. Mostní konstrukce váží 1012  tun a při stavbě bylo použito 1798 m3 betonu.

## Ocenění
Stavba získala několik architektonických cen. V roce 2008 obdržela Německou cenu mostů v kategorii pěších a cyklistických mostů. V roce 2009 získal most a architekt Outstanding Structure Award od International Association for Bridge and Structural Engineering. Další ocenění byla Renault Traffic Future Award (2007), Arthur G. Hayden Medal Award na International Bridge Conference v Pittsburghu (2008), první cena v kategorii pěších mostů od Evropské jednoty producentů ocele v Bruselu (2008), Footbridge Award (2008) a Structural Award (2008) od organizace stavebních inženýrů Institution of Structural Engineers.